# Adolf Dymsza

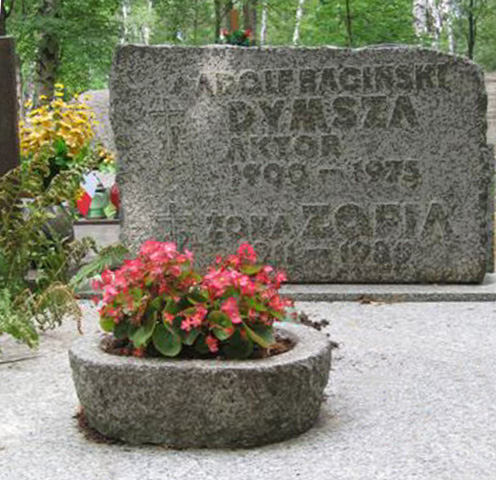
Tumba de Adolf Dymsza en el Cementerio Powązki

Adolf Dymsza (7 de abril de 1900 – 20 de agosto de 1975) fue un destacado y popular actor cómico teatral y cinematográfico polaco, activo principalmente en los años anteriores a la Segunda Guerra Mundial. Junto a Kazimierz Krukowski formó el famoso dúo Lopek i Florek, representando producciones de género kleynkunst en destacados cabarets de Varsovia como el Qui Pro Quo. También conocido por el seudónimo "Dodek", probablemente fue el actor cómico polaco más famoso de los años 1930, según el cineasta Andrzej Wajda.

## Biografía
Su verdadero nombre era Adolf Bagiński, y nació en Varsovia, Polonia, en aquel momento formando parte del Imperio ruso, siendo sus padres Adolf Bagiński y Matylda Połądkiewicz. A los 15 años de edad trabajó como ayudante de servicio en algunos de los cabarets de Varsovia. Tras graduarse en un gymnasium local, cursó estudios en la Escuela de Comercio Hipolit Wawelberg. Durante la Primera Guerra Mundial y la posterior guerra polaco-soviética, inició su carrera como bailarín en cabarets y teatros de Varsovia, Minsk y Grodno. Tras la guerra volvió a Varsovia, pero ningún teatro quería contratarle, por lo que pasó varios años dando lecciones de baile y cantando de manera ocasional en cabarets. Se especula con que podría haber actuado en diferentes filmes mudos en ese período, aunque ninguno de ellos se conservaría en la actualidad. 
Su debut llegó en 1925, cuando fue contratado por el famoso cabaret Qui Pro Quo como cantante y bailarín, "ganándose de inmediato al público con su naturalidad juvenil y su retrato temperamental de los de tipos de la calle varsovianos." Formó parte del elenco del Qui Pro Quo hasta 1931, actuando junto a estrellas del cabaret y el cine contemporáneo como Marian Hemar, Eugeniusz Bodo, Hanka Ordonówna, Mieczysław Fogg, Mira Zimińska, Zula Pogorzelska y Fryderyk Jarosy.
En 1930 trabajó en sus primeros filmes: Wiatr od morza y Niebezpieczny romans. En total, en el período de entreguerras, Dymsza actuó en 24 largometrajes, la mayor parte de las ocasiones en primeros papeles. Muchos de ellos eran comedias y farsas baratas, repletas de canciones y música y algunos pocos excelentes actores como Adolf Dymsza. La crítica moderna considera algunos de aquellos filmes remarcables únicamente gracias a la actuación de Dymsza.
Tras las invasiones alemanas y soviéticas de Polonia, Dymsza ignoró el boicot de los actores polacos y continuó trabajando en cabarets de Varsovia administrados por Nazis. Finalizada la guerra, fue actor teatral en Lodz y, más adelante, en 1958, hizo una gira por los Estados Unidos y Canadá con el Kabaret Wagabunda. Entre 1951 y 1973 fue actor del Teatro Syrena de Varsovia.
Adolf Dymsza pasó sus últimos años en una residencia en Góra Kalwaria, Polonia, ciudad en la que falleció en 1975. Fue enterrado en el Cementerio Militar de Powązki, en Varsovia. En 1929 se había casado con la bailarina Sophia Olechnowicz, con la que tuvo cuatro hijas, una de ellas, Anita Dymszówna, actriz de cine.

## Filmografía
- 1930 – Wiatr od morza
- 1930 – Niebezpieczny romans
- 1932 – Sto metrów miłości
- 1933 – Romeo i Julcia
- 1933 – Każdemu wolno kochać
- 1933 – Dwanaście krzeseł
- 1935 – Antek policmajster
- 1935 – ABC miłości
- 1935 – Wacuś
- 1936 – Dodek na froncie
- 1937 – Niedorajda
- 1938 – Robert i Bertrand
- 1938 – Paweł i Gaweł
- 1939 – Sportowiec mimo woli
- 1948 – Skarb
- 1953 – Sprawa do załatwienia
- 1955 – Irena do domu!
- 1956 – Nikodem Dyzma
- 1959 – Cafe Pod Minogą
- 1962 – Mój stary
- 1969 – Sól ziemi czarnej
- 1970 – Pan Dodek